# 科内利斯·恩赫布雷赫茨

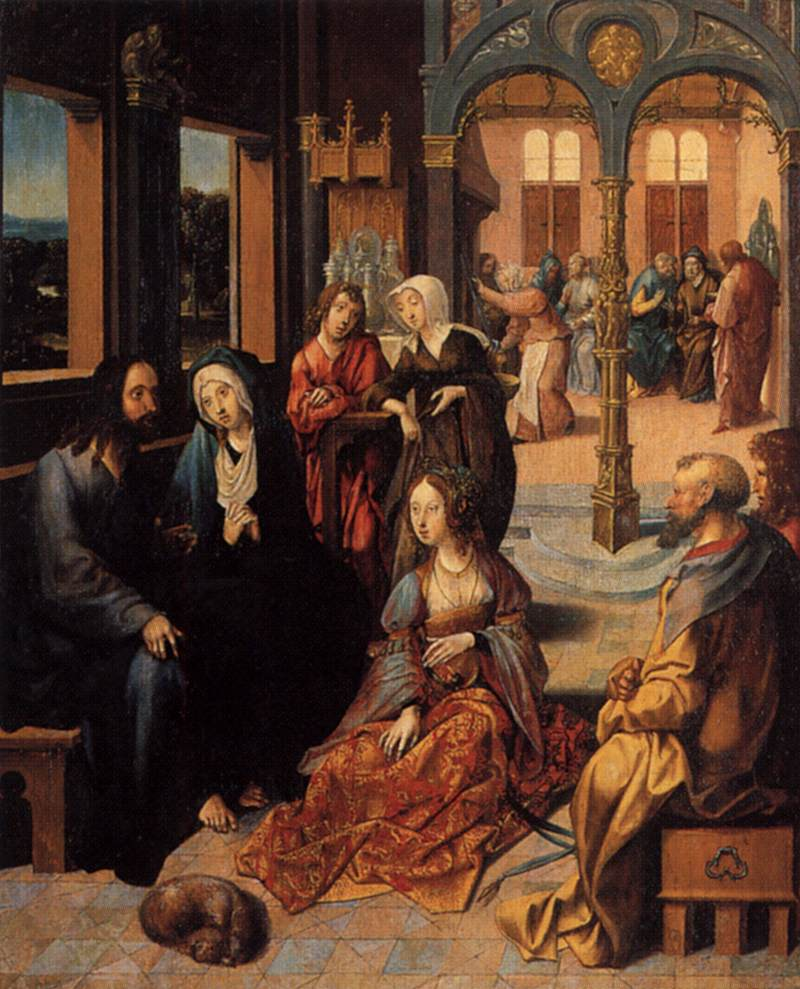
Christ’s second visit to the house of Mary and Martha, ca. 1515-1520. Rijksmuseum Amsterdam, 现借展予Museum Boijmans Van Beuningen

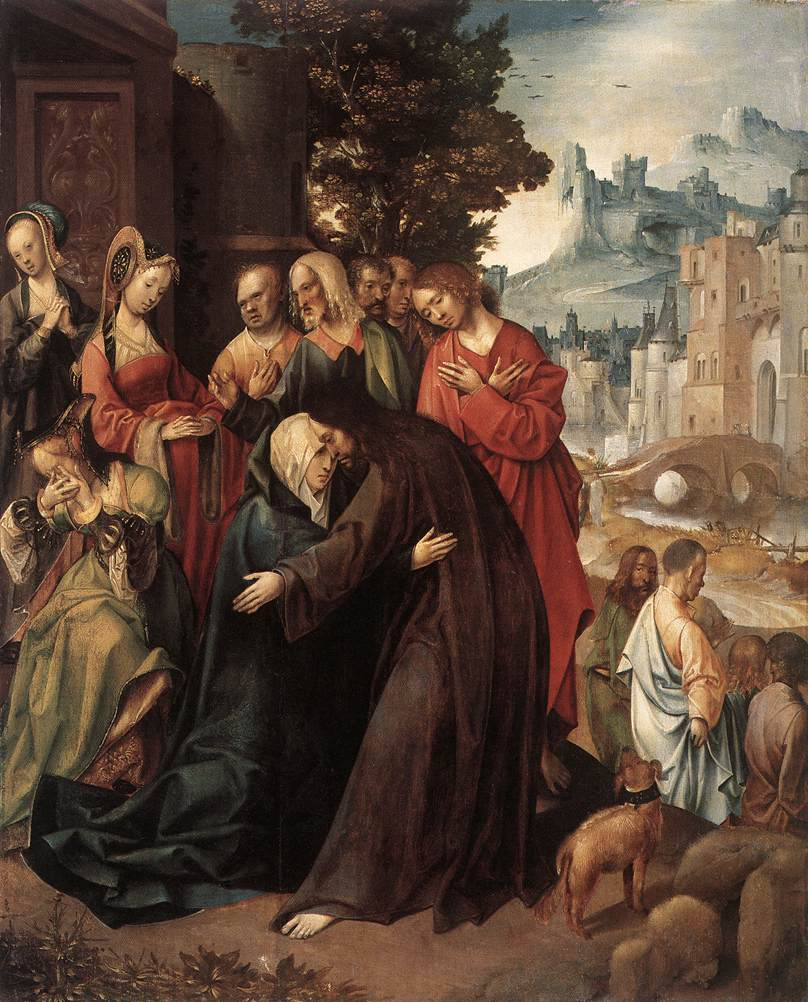
Christ Taking Leave of his Mother, ca. 1515-1520. Rijksmuseum Amsterdam, 现借展予Museum Boijmans Van Beuningen

科内利斯·恩赫布雷赫茨（Cornelis Engebrechtsz）（约1462年莱顿 - 1527年莱顿）是早期荷兰油画家。他被视为第一位来自莱顿的重要油画家。 他教出了一大批莱顿的油画家，包括卢卡斯·范·莱顿（Lucas van Leyden），阿特亨·范·莱顿（Aertgen van Leyden）以及他自己的儿子们：科内利斯·科内利斯·君斯特（Cornelis Cornelisz Kunst），卢卡斯·科内利斯·德科克（Lucas Cornelisz de Kock）以及彼得·科内利斯·君斯特（Pieter Cornelisz Kunst）。卢卡斯·范·莱顿被视为他最著名的学生，甚至令作为老师的他也黯然失色。
他的作品被保存在阿姆斯特丹国家博物馆，维也纳的艺术史博物馆（Kunsthistorisches Museum），洛杉矶的J·保罗·盖蒂博物馆（J. Paul Getty Museum），以及纽约的大都会艺术博物馆等机构中。

## 职业生涯
他是莱顿第一位有可确定为其所作的作品的油画家。他的名字在1482年首次出现在档案中，当时他将一些作品出售给位于靠近莱顿的乌赫斯特海斯特（Oegstgeest）的希罗尼米斯达尔（Hieronymusdal）小修院（又名Lopsen）。他可能已经在该修院中被培养为油画家，尽管他也很可能是在布鲁塞尔和安特卫普接受训练的。 
他主要创作有关圣经题材的油画，比如有关哀悼基督的三联画以及基督钉十字架的三联画。二者都是为莱顿的Mariënpoel修会创作的，如今皆在莱顿布料厅市立博物馆内珍藏。他也接受莱顿市政府的委托。他拥有大型而多产的工坊，在其中他与其儿子们和学生们一起创作宗教艺术作品。通过他的儿子们，他晚期的作品越来越受到风格主义（Mannerism）的影响，后者是安特卫普当时流行的油画风格（详见安特卫普风格主义）。这种风格主义影响清晰地表现在这两个三联画中。

## 生平
他出生于1460年到1465年之间。他可能从1497年至去世一直住在莱顿。他自1499年到1506年是地方的射手（schutterij），从1515年到1522年是地方的十字弓手。1520年前后他是十字弓手的领导。
他在1487年左右同Elysbeth Pietersdr结婚。他们育有六个孩子，包括三个男孩，他们都步父亲后尘成为了油画家。他死于1527年2月11日到8月26日之间。他死后有一些遗产纠纷，这表明他拥有可观的遗产。

## 延伸阅读
- Jeremy Dupertuis Bangs, Cornelis Engebrechtsz., a documentary study of the man and his artistic environment, Gemeentelijke Archiefdienst (Leiden), 1975
- Jeremy Dupertuis Bangs, Cornelis Engebrechtsz's Leiden: Studies in Cultural History, Van Gorcum, Assen, 1979
- Franz Dülberg, Die Leydener Malerschule, G. Schade (Berlijn), 1899
- Émile Gavelle, Cornelis Engebrechtsz: L'école de peinture de Leyde et le romantisme Hollandais au début de la Renaissance, Raoust, Lille, 1929
- Walter S. Gibson, The paintings of Cornelis Engebrechtsz, Garland, New York, 1977